# Royaume d'Afghanistan
9 juin 1926 – 17 juillet 1973
Entités précédentes :
- Émirat d'Afghanistan (1926)
- Émirat d'Afghanistan (1929)

Entités suivantes :
- Émirat d'Afghanistan (1929)
- République d’Afghanistan (1973)

Le royaume d'Afghanistan (en pachto : د افغانستان واکمنان, en persan : پادشاهي افغانستان) est une monarchie islamique entre 1926 et 1973.
Établi dans le sud de l'Asie centrale en 1926, le royaume succède à l'émirat d'Afghanistan à la suite de l'accession au trône d'Amanullah Khan et la proclamation du royaume 7 ans après sa prise de pouvoir.
Cette monarchie est remplacée par une république à la suite d'un coup d'État en 1973.

## Histoire
Amanullah Khan entreprit de moderniser le pays, entraînant des bouleversements sociaux avec les conservateurs afghans à plusieurs reprises. Parti voyager en Europe en 1927, la rébellion éclata de nouveau. Il abdiqua en faveur de son frère Inayatullah Shah, qui régna pendant seulement trois jours avant que le chef tribal Habibullah Kalakani et les Saqqawistes ne prennent le pouvoir à Kaboul et rétablisse l'émirat pendant une brève période en 1929.
En effet, après dix mois d'exil en Inde, le ministre de la Guerre du roi, Mohammad Nadir Shah revient en Afghanistan. Soutenu par les Britanniques, il parvient à évincer Kalakani du pouvoir et le fait exécuter. Nadir Shah rétablit le royaume et se fait proclamer roi d'Afghanistan en octobre 1929. Il tente alors de poursuivre les réformes d'Amanullah Khan et son fils Mohammad Zaher Shah lui succède en 1933. Durant son règne (1933-1973), Mohammad Zaher Shah souhaite mettre fin à l'isolationnisme du pays et établit des relations avec le Royaume-Uni, l'URSS et les États-Unis.
Le 27 septembre 1934, le royaume d'Afghanistan rejoint la Société des Nations (SDN). Durant la Seconde Guerre mondiale, le pays reste neutre puis suit une diplomatique politique de non-alignement pendant la guerre froide. Mohammed Daoud Khan, Premier ministre afghan de 1953 à 1963, mène une politique d'industrialisation et de scolarisation.
Le royaume est renversé par un coup d'État mené par Mohammed Daoud Khan en 1973.